# HMY Victoria and Albert (1899)
Her Majesty's Yacht Victoria and Albert – brytyjski jacht będący do dyspozycji rodziny królewskiej z okresu I wojny światowej i dwudziestolecia międzywojennego. Mimo że był to w rzeczywistości luksusowy statek pasażerski, zgodnie z tradycją przysługiwało mu określenie Royal Yacht i przynależność do Royal Navy jako okrętu. Była to trzecia w historii jednostka nosząca imię HMY „Victoria and Albert”, dla uczczenia królowej Wiktorii i jej męża. Jednostka służyła za panowania czterech brytyjskich monarchów. 

## Historia
Inicjatorką budowy nowego królewskiego jachtu była królowa Wiktoria, która wystosowała prośbę w tej sprawie do parlamentu. Jej zdaniem należało zastąpić czterdziestoletni jacht królewski nowym, porównywalnym do jednostek tego typu używanych w Rosji czy Niemczech. Budowa nowego jachtu królewskiego rozpoczęła się w grudniu 1897 roku w stoczni w Pembroke Dock. Okręt wodowano w 1899 roku, wszedł do służby 23 lipca 1901 roku, siedem miesięcy po śmierci królowej Wiktorii.
HMY „Victoria and Albert” została wycofana ze służby w 1939 roku. Wykorzystywano ją jako zaplecze magazynowo-socjalne w bazie morskiej HMS Excellent w Portsmouth. Okręt sprzedano na złom w 1954 roku.